# Eclips (sterrenkunde)
Een eclips of verduistering is de bedekking van een ster door een ander hemellichaam. 
In het dagelijks taalgebruik wordt onder een eclips meestal een zonsverduistering of een maansverduistering verstaan.
Als de zon, de maan en aarde op één lijn staan (in deze volgorde) is de zon vanaf een plek op aarde gezien bedekt door de maan. Het zonlicht bereikt dan niet meer de aarde. Men spreekt dan van een zonsverduistering of zoneclips.
Als een ander hemellichaam, zoals een ster of planeet, geheel of gedeeltelijk bedekt wordt door de maan of een planeet, spreekt men meestal over een occultatie, bedekking of overgang. 

## Vóórkomen
Een zons- of een maansverduistering is alleen mogelijk als zowel de zon als de maan in de buurt van knopenlijn van de maan staan, d.w.z. in de buurt van het snijlijn van het vlak van de maanbaan met de ecliptica. Dat gebeurt iets meer dan twee keer per jaar. Een zonsverduistering is niet altijd totaal en niet van elke plaats op aarde zichtbaar.